# Scapheremaeus argentinensis
Scapheremaeus argentinensis är en kvalsterart som beskrevs av Travé och Fernández 1986. Scapheremaeus argentinensis ingår i släktet Scapheremaeus och familjen Cymbaeremaeidae. Inga underarter finns listade i Catalogue of Life.